# ナルシソ・ロドリゲス
ナルシソ・ロドリゲス （Narciso Rodriguez, 1961年1月27日 - ）は、アメリカ合衆国のファッションデザイナーであり、同名のファッションブランドを持つ。キューバ系アメリカ人。
息子に医師になってほしかった父親と軋轢はあったものの、パーソンズ・スクール・オブ・デザインを卒業し、プロのデザイナーを目指してフランスのセルッティ社で働く。その後、ダナ・キャランとカルバン・クラインで働く。クラインのアシスタント・デザイナーを務めていた1996年、元カルバン・クラインの広報であったキャロリン・ベッセット＝ケネディから自身の結婚式で着るドレスのデザインを依頼された。華奢で体のラインに添う白いドレスが話題を呼び、1998年、マッシモ・フェレッティ（モスキーノとアルベルタ・フェレッティのオーナー）の援助を得て自身のブランド「ナルシソ・ロドリゲス」を立ち上げた。
2004年、2005年とカウンシル・オブ・ファッション・デザイナーズ・オブ・アメリカ（CFDA）のベスト・デザイナー賞を受賞。順風満帆であったが、2005年にロドリゲスとフェレッティの関係が決裂。紆余曲折の末、2007年春にリズ・クレイボーンのCEビル・マッコムによってファッション部門が買収された。
ロドリゲスは資生堂とのコラボレーションで、香水『ナルシソ・ロドリゲス・フォー・ハー』を発表。2007年7月には香水『ナルシソ・ロドリゲス・フォー・ヒム』を世界同時発売した。